# 哈罗德·S·金斯伯格
哈罗德·S·金斯伯格（1917年5月27日—2003年2月2日）是一位美国微生物学家，在病毒学和感染上做出了早期贡献。金斯伯格出生于佛罗里达州代托纳比奇，1937年毕业于杜克大学，1941年毕业于杜蘭大學医学院，第二次世界大战期间进入美國陸軍服役，1945年获美國功績勳章，1981年当选美国国家医学院院士。